# Coro de niños de Hannover
El coro de niños de Hannover (en alemán Knabenchor Hannover) fue fundado en 1950 por el catedrático Heinz Hennig, quien lo dirigió hasta finales de 2001. Desde 2002, la dirección está a cargo del catedrático Jörg Breiding.
El coro se ocupó pronto de la interpretación historicista de la música antigua y es conocido más allá de las fronteras de Alemania por su calidad.

## Repertorio
Su repertorio abarca obras desde la policoralidad veneciana hasta composiciones contemporáneas.
No obstante, el coro tiene sobre todo una larga tradición interpretativa de la música vocal del siglo XVII y del XVIII 
Merecen destacarse ante todo las obras de Johann Sebastian Bach, documentadas entre otras por su participación en la grabación de la Integral de las Cantatas (Teldec) (s. cantatas religiosas de J. S. Bach) y en dos grabaciones de los Motetes de dicho compositor.
En 1979 se grabó, bajo la dirección de Heinz Hennig, el Vespro della beata vergine de Claudio Monteverdi, que marcó la pauta para las interpretaciones de aquel tiempo. Siguieron las obras de Heinrich Schütz. Entre 1982 y 1999 se produjeron cinco grabaciones de Schütz con el coro dirigido por Heinz Hennig, que sirvieron como pioneras de la interpretación historicista de la obra de dicho compositor alemán. Cuatro de estas grabaciones han sido premiadas, obteniendo entre otros reconocimientos el Deutscher Schallplattenpreis (premio discográfico alemán). El hijo de Heinz Hennig, Sebastian Hennig, fue niño cantor. Su voz era hermosa y muy bien timbrada. Entre sus intervenciones solistas destacamos la grabación de los Pequeños Conciertos Espirituales de Schütz, el Stabat Mater de Pergolesi y su participación en la Integral de las Cantatas de Bach con Leonhardt: BWV 113, 114, 132, 133 y 151, entre otras.
Muchas grabaciones de Schütz efectuadas por el coro han recibido el premio de la crítica francés Diapason d'Or.
Además ha grabado, entre otras cosas, música coral francesa (misas y réquiems de Charpentier, Vierne, Duruflé, Widor; motetes De Orlando di Lasso et al.), así como obras modernas y contemporáneas (Psalmensinfonie, Misa de 1948, Cantata "Babel" de Igor Strawinski, obras de Alfred Koerppen, etc.).
El coro de niños de Hannover colabora regularmente con músicos como Gustav Leonhardt, Ton Koopman, Jordi Savall, John Eliot Gardiner, Philippe Herreweghe, Kent Nagano, Christoph Eschenbach además de con orquestas y conjuntos instrumentales de renombre internacional como la Amsterdam Baroque Orchestra, la Akademie für Alte Musik Berlin y numerosas orquestas sinfónicas alemanas.
Además de actuar en conciertos y festivales en Alemania y el extranjero, como p.ej. en Israel, Japón, Rusia, América Central y del Sur, los Estados Unidos y Sudáfrica, el coro realiza numerosas grabaciones discográficas y actuaciones para la radio.

### Premios
En 2006 recibió el premio Echo Klassik por su disco Verleih uns Frieden“ (primera grabación mundial tras su redescubrimiento de obras de Andreas Hammerschmidt, Rondeau Production) en la categoría Ejecución Coral del Año.